# キム・ダヨン
キム・ダヨン（朝: 김다연、2003年3月2日 - ）は、韓国のガールズグループ Kep1erのメンバー。

## 略歴
- 2006年に子役として噂のチル姫に出演した。
- 2017年にCNCの練習生となり、2018年にMnetのオーディション『PRODUCE 48』に参加。最終順位は70位であった。その後、STARDIUMエンターテインメントの練習生を経て、Jellyfishエンターテインメントの練習生となる。
- 2021年にMnetのオーディション番組『Girls Planet 999』に参加し[2][3][4]、視聴者投票によって4位となり、Kep1erのメンバーとしてデビュー[5]。
- 2022年2月10日、ソウル公演芸術高校実用舞踊科を卒業[6]。

## 人物
- カラオケのエコーの音の真似が得意なため[7]kep1erとしてデビューした後、様々な番組で披露している。
- MBTIはESTP。
- 2022年10月、Ciipherのウォンとの熱愛説が浮上。事務所はこれをマイデイリーとの通話を通じて事実上容認する旨のコメントをした。[8]

## 出演

### テレビ番組
- PRODUCE 48（2018年、Mnet）
- Girls Planet 999（2021年、Mnet）